# Frank Hampson
Frank Hampson (Audenshaw, 21 dicembre 1918 – Epsom, 8 luglio 1985) è stato un illustratore e fumettista britannico,  autore di Dan Dare e altri personaggi dei fumetti per ragazzi.

## Biografia
Hampson è stato votato Maestro Prestigioso al Salone Internazionale dei Comics nel 1975. Una giuria di suoi colleghi gli ha assegnato un Premio Yellow Kid e lo ha dichiarato il miglior scrittore e artista di fumetti dai tempi degli anni '70. fine della seconda guerra mondiale.  Nel 1978 si laureò alla Open University .
In salute precaria è morto di ictus nel luglio del 1985 a Epsom nel Surrey, aveva 66 anni.